# Sommer-Paralympics 2016/Teilnehmer (Tansania)
| stlisierte Goldmedaille | stlisierte Silbermedaille | stlisierte Bronzemedaille |
| ----------------------- | ------------------------- | ------------------------- |
| —                       | —                         | —                         |

Tansania entsendete zu den Paralympischen Sommerspielen 2016 in Rio de Janeiro einen Athleten. 

## Teilnehmer nach Sportart

### Leichtathletik
Männer
| Männer       |                      |   |   |   |   |         |    |    |
| Ignas Mtweve | Diskuswurf F54/55/56 | - | - | - | - | 22,91 m | 10 | 10 |
| Ignas Mtweve | Kugelstoßen F54/55   | - | - | - | - | 5,01 m  | 12 | 12 |